# Specchia Gallone
Specchia Gallone is een plaats (frazione) in de Italiaanse gemeente Minervino di Lecce.